# Platylabus cariniscutis
Platylabus cariniscutis là một loài tò vò trong họ Ichneumonidae.